# Wissenschaftsfreiheitsgesetz
Das deutsche Wissenschaftsfreiheitsgesetz dient der Stärkung der Leistungsfähigkeit und internationalen Wettbewerbsfähigkeit von außeruniversitären Wissenschaftseinrichtungen im internationalen Wettbewerb (§ 1). Dazu werden Erleichterungen hinsichtlich haushaltsrechtlicher Bestimmungen gewährt, u. a. durch Einschränkung des Besserstellungsverbots (§ 4).
Der Bundesrechnungshof hat sich in den Prüfungsbemerkungen 2012 kritisch zu dem Gesetzentwurf geäußert.
Das Gesetz ist auf die folgenden Wissenschaftseinrichtungen anwendbar (§ 2):
- Deutsche Forschungsgemeinschaft e. V.,
- Fraunhofer-Gesellschaft zur Förderung der angewandten Forschung e. V.,
- Max-Planck-Gesellschaft zur Förderung der Wissenschaften e. V.,
- Mitgliedseinrichtungen der Hermann von Helmholtz-Gemeinschaft Deutscher Forschungszentren e. V.,
- Mitgliedseinrichtungen der Wissenschaftsgemeinschaft Gottfried Wilhelm Leibniz e. V.,
- Deutsche Akademie der Technikwissenschaften e. V.,
- Deutsche Akademie der Naturforscher Leopoldina e. V.,
- Max Weber Stiftung – Deutsche Geisteswissenschaftliche Institute im Ausland,
- Wissenschaftskolleg zu Berlin e. V.,
- Alexander von Humboldt-Stiftung,
- Deutscher Akademischer Austauschdienst e. V.

Der Bundesrechnungshof hat  untersucht, wie die Wissenschaftseinrichtungen die mit dem WissFG geschaffenen flexibleren Rahmenbedingungen nutzen und welche Wirkungen sich hieraus auf den Bundeshaushalt ergeben. In seinem Bericht kommt er insbesondere zu der Feststellung:

„Der Bundesrechnungshof sieht seine Einschätzung nicht widerlegt, dass die Anforderungen an ein wirksames output-orientiertes Controlling noch nicht ausreichend erfüllt sind.“